# Kaoru Mitoma
Kaoru Mitoma (japonsky: 三笘 薫, * 20. května 1997 Kawasaki) je japonský profesionální fotbalista, který hraje na pozici křídelníka za anglický klub Brighton & Hove Albion FC a za japonskou reprezentaci.

## Klubová kariéra

### Mládí
Mitoma se narodil v Kawasaki ve svých 10 letech vstoupil do akademie místního klubu Kawasaki Frontale. Když mu bylo v roce 2016 nabídnuto, aby se stal součástí A-týmu, který v té době trénoval bývalý profesionální fotbalista Jahiro Kazama, rozhodl se upřednostnit své vzdělání a nastoupil na univerzitu v Tsukubě. Ve své univerzitní práci analyzoval driblink, kde se jeho výzkum soustředil na běh s míčem a jak nejlépe projít okolo protihráče.
Během svého působení v Tsukubě reprezentoval Mitoma Japonsko na univerziádách v letech 2017 a 2019, na Asijských hrách v roce 2018 a na turnaji v Toulonu o rok později.

### Kawasaki Frontale
V roce 2020 podepsal Mitoma s Kawasaki Frontale svoji první profesionální smlouvu. Svůj debut si odbyl v úvodním zápase J1 League v sezóně 2020 a po obnovení ligy po vypuknutí pandemie covidu-19 se rychle prosadil do základní sestavy japonského prvoligového klubu. Ve své první sezóně v Kawasaki skóroval 13krát a připsal si také dalších 13 asistencí ve 30 zápasech. Pomohl Kawasaki k zisku ligového titulu, byl nominován do nejlepší jedenáctky soutěže a byl zvolen druhým nejužitečnějším hráčem ligy.
V následujícím ročníku přidal Mitoma osm gólů ve 20 ligových utkání.

### Brighton & Hove Albion
Dne 10. srpna 2021 přestoupil Mitoma do anglického prvoligového týmu Brighton & Hove Albion, který s ním podepsal čtyřletou smlouvu, načež okamžitě odešel na hostování do belgického klubu Royale Union Saint-Gilloise.

#### Royale Union Saint-Gilloise (hostování)
Svůj první gól za Union SG vstřelil 16. října, kdy se hattrickem podílel na domácím vítězství 4:2 nad Seraingem. V belgické nejvyšší soutěži odehrál Mitoma 27 utkání, ve kterých vstřelil sedm ligových gólů a na další tři přihrál.

#### Sezóna 2022/23
Dne 13. srpna 2022 Mitoma debutoval v Premier League v dresu Brightonu, a to když v 75. minutě vystřídal Leandra Trossarda v zápase s Newcastlem United. V základní sestavě klubu se poprvé objevil 24. srpna, kdy odehrál 67 minut při venkovním vítězství 3:0 nad Forest Green Rovers v druhém kole EFL Cupu. 29. října byl poprvé v zahajovací jedenáctce Brightonu v Premier League, a to v utkání proti londýnské Chelsea. Mitoma v páté minutě asistoval na branku Trossarda a svým výkonem pomohl k vysoké výhře 4:1. O týden později vstřelil svůj první gól za Seagulls, když po přihrávce Adama Lallany vyrovnal při výhře 3:2 nad Wolves. Mitoma skóroval i v dalším zápase Brightonu o čtyři dny později, kdy poslal Albion do vedení při výhře 3:1 nad Arsenalem ve třetím kole ligového poháru. Svůj první domácí gól vstřelil 31. prosince, a to při domácí prohře 4:2 proti Arsenalu. 29. ledna 2023, ve čtvrtém kole FA Cupu proti obhájcům trofeje z Liverpoolu, Mitoma rozhodl o výhře 2:1 a postupu do dalšího kola gólem z 91. minuty. 5. února vstřelil se opět střelecky prosadil, tentokrát při ligovém vítězství 1:0 nad AFC Bournemouth.

## Reprezentační kariéra
Mitoma byl v listopadu 2021 poprvé povolán do japonské reprezentace, a to na kvalifikační utkání na mistrovství světa 2022 proti Ománu. Debutoval 16. listopadu při venkovním vítězství 1:0 nad Ománem.
Dne 24. března 2022 vstřelil Mitoma své první dva reprezentační góly při vítězství 2:0 proti Austrálii. Tímto vítězstvím si Japonsko zajistilo účast na mistrovství světa ve fotbale 2022.
Dne 1. listopadu byl Mitoma zařazen do 26členného japonského týmu pro mistrovství světa ve fotbale 2022. V posledním zápase skupiny proti Španělsku asistoval u vítězné branky Ao Tanaky, díky níž Japonsko postoupilo osmifinále turnaje jako vítěz skupiny.

## Statistiky

### Klubové
K 7. únoru 2022
| Klub                   | Sezóna  | Liga               | Liga   | Liga | Národní pohár | Národní pohár | Ligový pohár | Ligový pohár | Kontinentální poháry | Kontinentální poháry | Ostatní | Ostatní | Celkem | Celkem |
| Klub                   | Sezóna  | Liga               | Zápasy | Góly | Zápasy        | Góly          | Zápasy       | Góly         | Zápasy               | Góly                 | Zápasy  | Góly    | Zápasy | Góly   |
| ---------------------- | ------- | ------------------ | ------ | ---- | ------------- | ------------- | ------------ | ------------ | -------------------- | -------------------- | ------- | ------- | ------ | ------ |
| Kawasaki Frontale      | 2018    | J1 League          | 0      | 0    | 0             | 0             | 0            | 0            | —                    | —                    | —       | —       | 0      | 0      |
| Kawasaki Frontale      | 2019    | J1 League          | 0      | 0    | 0             | 0             | 1            | 0            | —                    | —                    | —       | —       | 1      | 0      |
| Kawasaki Frontale      | 2020    | J1 League          | 30     | 13   | 2             | 2             | 5            | 3            | —                    | —                    | —       | —       | 37     | 18     |
| Kawasaki Frontale      | 2021    | J1 League          | 20     | 8    | 0             | 0             | 0            | 0            | 3                    | 2                    | 1       | 2       | 24     | 12     |
| Kawasaki Frontale      | Celkem  | Celkem             | 50     | 21   | 2             | 2             | 6            | 3            | 3                    | 2                    | 1       | 2       | 62     | 30     |
| Union SG (host.)       | 2021/22 | Jupiler Pro League | 27     | 7    | 2             | 1             | —            | —            | —                    | —                    | 0       | 0       | 29     | 8      |
| Brighton & Hove Albion | 2022/23 | Premier League     | 15     | 5    | 2             | 1             | 3            | 1            | —                    | —                    | —       | —       | 20     | 7      |
| Celkem                 | Celkem  | Celkem             | 92     | 33   | 6             | 4             | 8            | 4            | 3                    | 2                    | 1       | 2       | 110    | 45     |

### Reprezentační
K 7. únoru 2022
| Japonsko | Japonsko | Japonsko |
| Rok      | Zápasy   | Góly     |
| -------- | -------- | -------- |
| 2021     | 1        | 0        |
| 2022     | 12       | 5        |
| Celkem   | 13       | 5        |

#### Reprezentační góly
| Gól | Datum           | Místo                                   | Soupeř    | Skóre | Výsledek | Soutěž                                |
| --- | --------------- | --------------------------------------- | --------- | ----- | -------- | ------------------------------------- |
| 1.  | 24. března 2022 | Stadium Australia, Sydney, Austrálie    | Austrálie | 1:0   | 2:0      | Kvalifikace na Mistrovství světa 2022 |
| 2.  | 24. března 2022 | Stadium Australia, Sydney, Austrálie    | Austrálie | 2:0   | 2:0      | Kvalifikace na Mistrovství světa 2022 |
| 3.  | 2. června 2022  | Sapporo Dome, Sapporo, Japonsko         | Paraguay  | 3:1   | 4:1      | Kirin Cup 2022                        |
| 4.  | 10. června 2022 | Kobe Wing Stadium, Kóbe, Japonsko       | Ghana     | 2:1   | 4:1      | Kirin Cup 2022                        |
| 5.  | 23. září 2022   | Merkur Spiel-Arena, Düsseldorf, Německo | USA       | 2:0   | 2:0      | Kirin Cup 2022                        |

## Ocenění

### Klubová

#### Kawasaki Frontale
- J1 League: 2020
- Císařský pohár: 2020
- Japonský superpohár: 2021

### Individuální
- Nejlepší jedenáctka J1 League: 2020[3]